# Beiaard in de Sint-Pietersbandenkerk in Nederbrakel
De beiaard van het Belgische dorp Nederbrakel werd in 1959 gegoten en geïnstalleerd in de Sint-Pietersbandenkerk. De beiaard bestaat uit 49 klokken.

## Geschiedenis

### Installatie
De opdracht tot de bouw van de beiaard werd gegeven na het overlijden op 22 augustus 1955 van de Hyppoliet Wasteels uit Nederbrakel. Via zijn testament had Wasteels een schenking gedaan aan de kerkfabriek "tot het oprichten van een beiaard die tot algemeen nut dient der ganse gemeente."
Deken Van Yperzeele bestelde de beiaard in 1959 bij Klokkengieterij Petit & Fritsen. Er werden 46 klokken geproduceerd waaraan de drie bestaande Michiels-klokken werden toegevoegd. Het automatisch speelwerk werd geïnstalleerd en operationeel gemaakt door de firma Frère uit Lo-Reninge. De plechtige inhuldiging vond plaats op zondag 8 november 1959, in bijzijn van Guy De Keersmaeker, vicaris-generaal van het bisdom Gent, en minister van Landbouw Albert de Vleeschauwer.
Een eerste concert werd gegeven door Staf Nees met de Rubensmars en het Beiaardlied van Peter Benoit. Later in de middag trad Leen 't Hart op, stadsbeiaardier van Amersfoort en Rotterdam en directeur van de Nederlandse Beiaardschool, en de Oudenaardse stadsbeiaardier Alfons Schynkel. In de avond verzorgde Staf Nees opnieuw het concert.

### Uitvoeringen
Tijdens de beiaarddag op 9 juli 1961 traden in Nederbrakel een tiental beiaardiers uit Vlaanderen en Nederland op.
Niettemin werd de beiaard in de loop van de jaren slechts sporadisch bespeeld en vonden er geen regelmatige concerten plaats. Verder was er was geen titularis aangesteld, bestond er geen onderhoudscontract, was er sprake van metaalmoeheid, en meer. Het gevolg was dat de beiaard al heel vlug in verval raakte. 
Nadat deken Taelemans in 1972 deken Van Der Plaetsen opvolgde, kwam er een korte heropleving. Enkele jaren werd de beiaard ook ingeschakeld tijdens de vieringen van de Feestdag van Vlaanderen op 11 juli.
In 1975 was de beiaard onbespeelbaar geworden en in het begin van de jaren tachtig verstomde ook het automatische klokkenspel. Het duurde tot in 1989 totdat de uurslag opnieuw voorafgegaan werd door een korte melodie. Onder initiatief van de deken ging de gemeentelijke overheid akkoord met een computergestuurd automatisch speelwerk van Clock-O-Matic uit Herent. De Zottegemse stadsbeiaardier Constant Versichel speelde de melodieën in voor het computergeheugen. In 1994 werden veertien nieuwe en langere melodieën ingespeeld door stadsbeiaardier van Brugge, Aimé Lombaert.

### Restauratie
In 1997 werd onder leiding van deken Bogaert een restauratie ingezet. De financiële middelen kwamen met 500.000 frank van het gemeentebestuur en door aanspraak van fondsen uit het legaat Wasteels dat nog steeds beheerd werd door de kerkfabriek. De werken werden geleid door Aimé Lombaert uit Brugge. Op 31 maart 1998 werden verdere gelden toegekend door het Ministerie van de Vlaamse Gemeenschap, afdeling Monumenten en Landschappen. De firma Clock-O-Matic uit Holsbeek voerde de werken uit en rond eind oktober 1998 was de restauratie voltooid.

## Technische gegevens
| Klokkengieters        | 3 M. Michiels Jr. (2 van 1948, 1 van 1950), 46 Petit & Fritsen (1959) |
| Aantal klokken        | 49                                                                    |
| Gewicht basklok       | 1.996 kg                                                              |
| Totaal gewicht        | 9.645 kg                                                              |
| Transpositie          | kleine terts omhoog                                                   |
| Totale omvang klavier | bes0 - c5 (4 octaven) (bes0 - c1 - d1 - chromatisch tot c5)           |
| Omvang manuaal        | bes0 - c5 (49 toetsen)                                                |
| Omvang pedaal         | bes0 - g2 (20 toetsen)                                                |
| Klavier (toetsen)     | Petit & Fritsen, 1959                                                 |
| Automatisch spel      | Clock-O-Matic, Herent, 1989 - computerspeelwerk (om het halve uur)    |